# Trilacuna
Trilacuna es un género de arañas araneomorfas del sudeste asiático, descrito por primera vez por Tong & Li en 2007. Se parecen a los miembros de Silhouettella, pero los machos se pueden distinguir por su gran fémur pedipalpo, entre varias otras características definitorias más complejas. El nombre es una combinación de los términos latinos "tri" y "lacuna", que se refieren a los extremos de tres brazos en los machos y al labio de tres muescas en las hembras.

## Especies
- Trilacuna aenobarba (Brignoli, 1978)
- Trilacuna alces Eichenberger, 2011
- Trilacuna angularis Tong & Li, 2007
- Trilacuna bangla Grismado & Ramírez, 2014
- Trilacuna bawan Tong, Zhang & Li, 2019
- Trilacuna besucheti Grismado & Piacentini, 2014
- Trilacuna bilingua Eichenberger, 2011
- Trilacuna clarissa Eichenberger, 2011
- Trilacuna datang Tong, Zhang & Li, 2019
- Trilacuna diabolica Kranz-Baltensperger, 2011
- Trilacuna fugong Tong, Zhang & Li, 2019
- Trilacuna gongshan Tong, Zhang & Li, 2019
- Trilacuna hamata Tong & Li, 2013
- Trilacuna hansanensis Seo, 2017
- Trilacuna hazara Grismado & Ramírez, 2014
- Trilacuna kropfi Eichenberger, 2011
- Trilacuna loebli Grismado & Piacentini, 2014
- Trilacuna longling  Tong, Zhang & Li, 2019
- Trilacuna mahanadi Grismado & Piacentini, 2014
- Trilacuna meghalaya Grismado & Piacentini, 2014
- Trilacuna merapi Kranz-Baltensperger & Eichenberger, 2011
- Trilacuna qarzi Malek Hosseini & Grismado, 2015
- Trilacuna rastrum Tong & Li, 2007
- Trilacuna simianshan Tong & Li, 2018
- Trilacuna sinuosa Tong & Li, 2013
- Trilacuna songyuae Tong & Li, 2018
- Trilacuna werni Eichenberger, 2011
- Trilacuna wuhe Tong, Zhang & Li, 2019
- Trilacuna xinping Tong, Zhang & Li, 2019